# مالبورن
مالبورن (به آلمانی: Malborn) یک شهر در آلمان است که در برنکاستل-ویتلیش واقع شده‌است. مالبورن ۱٬۴۳۱ نفر جمعیت دارد.